# Плетні (Нагорський район)
Пле́тні (рос. Плетни) — присілок у складі Нагорського району Кіровської області, Росія. Входить до складу Чеглаківського сільського поселення.
Населення становить 20 осіб (2010, 19 у 2002).
Національний склад станом на 2002 рік — росіяни 95 %.